# بويقة شاذة
البُوْيَّقَةُ الشَاذَّة أو أَفْعَى الشَجَرُ البُنِيَّة (الاسم العلمي: Boiga irregularis) (بالإنجليزية: Brown Tree Snake, Brown Treesnake, Brown Cat Snake)‏ هي نوع من الزواحف تتبع جنس البويقة من فصيلة الأحناش.